# 5월 25일
5월 25일은 그레고리력으로 145번째(윤년일 경우 146번째) 날에 해당한다.

## 사건
- 1592년 - 임진왜란: 동래성 전투가 발발하다.
- 1659년 - 잉글랜드 공화국의 리처드 크롬웰이 호국경을 사임하다.
- 1680년 - 조선 숙종이 오가작통과 지패·호패를 폐지하다.
- 1831년 - 조선 순조가 각 도의 30년 이상 된 증렬미(拯劣米)는 모두 탕감하게 하다.
- 1895년 - 청나라 대만 순무 당경숭이 시모노세키 조약에 반발하여 일본 제국에 대항하려고 대만민주국 정부를 수립하다.
- 1952년 - 대한민국의 임시수도 부산에서 정치 파행이 일어났고, 전라남도와 전라북도에 계엄령이 발효되다.
- 1955년 - 소련군, 뤼순 해군기지 철수 완료, 중화인민공화국 정부에 반환.
- 1957년 - 대한민국, 야당 주도로 장충단 시국강연회 개최하였는데, 여당인 자유당에서 테러 난동을 일으킨다.
- 1961년 - 아폴로 계획: 존 F. 케네디 대통령이 미국 하원에 1960년대 말까지 “인간을 달에 보낼” 계획을 세우라는 특별 교서를 발표하다.
- 1980년
  - 대한민국 대통령 최규하가 전라남도 광주시 상무대에서 〈광주 사태 수습 위한 특별 담화문〉을 발표한다.
  - 조선민주주의인민공화국, 5·17 계엄령 조치 규탄 평양시 군중대회를 개최하다.
- 1999년 - 미국의 대북정책 조정관 윌리엄 페리가 조선민주주의인민공화국을 방문하다.
- 2002년 - 중화민국 항공사 중화항공 611편이 추락하는 항공 사고가 발생하였다.
- 2003년 - 스페인에서 총선거가 실시되었다. 여당인 국민당이 마드리드를 위시한 주요 도시를 장악한 한편, 사회노동당이 10여 년 만에 캐스팅보트를 확보하다.
- 2004년
  - 미국 대통령 조지 W. 부시가 이라크 재건 5단계 해법을 제시하다.
  - 대한민국의 대통령 탄핵소추 기간 동안 권한대행을 맡았던 고건 총리가 사임하다.
- 2006년 - 대한민국의 헌법재판소가 시각 장애인에게만 허용되던 안마사 자격 조항에 위헌 판결(2019헌마656)하다.
- 2007년
  - 조선민주주의인민공화국이 단거리 미사일을 동해로 발사하다.
  - 대한민국의 현대중공업이 한국형 이지스함 1번함인 세종대왕함을 진수하였다.
- 2008년 - 미국 NASA의 화성탐사로봇 피닉스 호가 화성 북극권 얼음 사막에 도착하여 임무를 시작했다.
- 2009년 - 조선민주주의인민공화국이 2차 핵실험을 강행하다.
- 2011년 - 대한민국 K리그 승부조작 의혹으로 현역 축구 선수 2명이 구속되었다.
- 2012년 - 미국의 민간 우주항공사 스페이스 X의 드래건이 처음으로 국제 우주 정거장에 화물을 수송했다.
- 2014년 - 2014년 유럽 의회 선거에서 최대 정파인 중도우파 유럽 국민당이 승리를 거두었다.
- 2020년 - 미국 미네소타주 미니애폴리스에서 조지 플로이드가 백인 경찰관에게 사살되어 조지 플로이드 시위가 일어나다.

## 문화
- 1855년 - 조선, 한국 최초의 로마 가톨릭교회 계열 신학교인 성요셉신학교가 충청도 제천현 배론에서 개교하였다.
- 1913년 - 한용운, 조선불교유신론 발간하다.
- 1925년 - 러시아의 축구 클럽 FC 제니트 상트페테르부르크가 창단되었다.
- 1935년 - 미국의 MLB 선수 베이브 루스가 현역 생활에서 마지막이자 통산 714번째 홈런을 기록했다.
- 1952년 - 충남대학교가 개교하였다.
- 1981년 - 문화방송 MBC TV의 뽀뽀뽀가 첫 방영되었다.
- 1985년 - 아랍에미리트, 에미레이트 항공이 창립하였다.
- 2011년 - 미국의 방송인 오프라 윈프리가 진행하는 오프라 윈프리 쇼가 25년 만에 종영하였다.
- 2016년 - 천주교 원주교구 제3대 교구장 조규만 주교의 착좌식이 거행됐다.
- 2018년 - KBS 제1라디오의 안녕하십니까가 24년 만에 폐지되었다.
- 2024년
  - 한국 위키미디어 협회(Wikimedia Korea) 주사무소 개소식이 열렸다.
  - 순간포착 세상에 이런 일이가 26년 만에 종영되었다.

## 탄생
- 1297년 - 비잔티움 제국의 황제 안드로니코스 3세. (~1341년)
- 1320년 - 원나라의 제11대 황제 원 혜종. (~1370년)
- 1729년 - 조선의 학자 황윤석. (~1791년)
- 1803년
  - 영국의 소설가 에드워드 불워 리턴. (~1873년)
  - 미국의 시인, 사상가 랠프 월도 에머슨. (~1882년)
- 1865년 - 네덜란드의 물리학자 피터르 제이만. (~1943년)
- 1874년 - 일본의 역사가 세노 우마쿠마. (~1935년)
- 1886년 - 대한민국의 독립운동가, 정치인 여운형. (~1947년)
- 1889년 - 러시아계 미국인이자 시코르스키 항공의 설립자 이고르 시코르스키. (~1972년)
- 1892년 - 유고슬라비아의 독립운동가, 독재자, 정치인 요시프 브로즈 티토. (~1980년)
- 1907년 - 중국의 정치가, 군인, 전 국가주석 양상쿤. (~1998년)
- 1911년 - 대한민국의 아동문학가 윤석중. (~2003년)
- 1912년 - 대한제국의 황녀 덕혜옹주. (~1989년)
- 1920년 - 스페인의 추기경 우르바노 나바레테 코르테스. (~2010년)
- 1923년 - 대한민국의 배우 최봉. (~1990년)
- 1927년 - 미국의 소설가 로버트 러들럼. (~2001년)
- 1928년 - 미국의 기업인 맬컴 글레이저. (~2014년)
- 1933년 - 대한민국의 성우 김수일.
- 1936년 - 대한민국의 비전향 장기수 최수일.
- 1938년 - 대한민국의 성우 겸 배우 남일우. (~2024년)
- 1939년 - 영국의 배우 이언 매켈런.
- 1942년 - 대한민국의 기업인 정몽근.
- 1944년 - 프랑스의 배우, 작곡가, 작사가 피에르 바슐레. (~2005년)
- 1945년 - 대한민국의 야구 선수 류영수.
- 1947년
  - 대한민국의 경제학자 좌승희.
  - 일본의 아나운서 오구라 토모아키. (~2024년)
- 1948년
  - 대한민국의 인권운동가 서준식.
  - 대한민국의 소방공무원 신주영.
- 1950년 - 대한민국의 배우 겸 가수 김성환.
- 1951년 - 미국의 시나리오 작가, 영화 감독 밥 게일.
- 1953년
  - 대한민국의 배우 곽정희.
  - 대한민국의 뮤지컬 배우 김봉환.
  - 아르헨티나의 전 축구 선수, 현 축구 감독 다니엘 파사레야.
  - 아르헨티나의 전 축구 선수 가에타노 시레아. (~1989년)
- 1954년 - 대한민국의 배우 정한헌.
- 1955년 - 대한민국의 육상 선수 서말구. (~2015년)
- 1957년
  - 대한민국의 전 야구 선수, 현 야구 코치 박정환.
  - 대한민국의 성우 이나미.
- 1959년 - 대한민국의 방송인 최선규.
- 1960년
  - 대한민국의 축구 선수, 지도자 오연교. (~2000년)
  - 미국의 재즈 트럼펫 연주자 월러스 로니. (~2020년)
- 1961년 - 브라질의 전 축구 선수, 축구 감독 치치.
- 1963년
  - 캐나다, 영국, 미국의 배우, 희극인 마이크 마이어스.
  - 대한민국의 배우 맹봉학.
- 1964년 - 북아일랜드의 배우 레이 스티븐슨. (~2023년)
- 1965년
  - 대한민국의 배우 백민.
  - 감비아의 대통령 야히아 자메.
- 1966년
  - 독일의 영화배우 타탸나 파티츠. (~2023년)
  - 대만의 배우 이정.
- 1968년 - 대한민국의 성우 김윤미.
- 1969년
  - 대한민국의 배우 김진서.
  - 대한민국의 탐험가 강동석.
  - 대한민국의 수필가 문현진.
  - 미국의 영화배우 앤 헤이치. (~2022년)
- 1970년
  - 대한민국의 탁구 선수 김택수.
  - 대한민국의 기초의원 박환희. (~2023년)
  - 미국의 배우 옥타비아 스펜서.
  - 일본의 성우 유키노 사츠키.
  - 미국의 배우 제이미 케네디.
- 1971년
  - 대한민국의 야구 선수 류지현.
  - 대한민국의 작가 김순옥.
  - 일본의 소설가 이사카 고타로.
- 1972년 - 미국의 종합격투기 선수 쿵 리.
- 1974년 - 대한민국의 교수·대한민국 홍보 전문가·방송인 서경덕.
- 1975년
  - 대한민국의 야구 선수 조인성.
  - 대한민국의 법조인, 정치인 주진우.
- 1976년
  - 아일랜드의 배우 킬리언 머피.
  - 미국의 배우 이선 서플리.
- 1977년
  - 멕시코의 이종격투기 선수, 프로레슬링 선수 알베르토 델 리오.
  - 대한민국의 정치인 이백윤.
  - 대한민국의 탁구 선수 김경아.
  - 일본의 축구 선수 야나기사와 아쓰시.
  - 일본의 만화가 코바야시 진.
- 1978년
  - 대한민국의 가수 이동윤 (태사자).
  - 대한민국의 배우 이정진.
- 1979년
  - 대한민국의 희극인 김지혜.
  - 미국의 배우 모니카 키나.
  - 일본의 만화가 소라치 히데아키.
- 1980년
  - 대한민국의 배우 김성균.
  - 대한민국의 배우 재희.
  - 쿠바의 역도 선수 요안드리스 에르난데스.
- 1982년
  - 대한민국의 배우 비류, 온조.
  - 대한민국의 배우, 방송인 이동진.
  - 대한민국의 배우 이미도.
  - 독일의 권투 선수 비탈리 타이베르트.
  - 브라질의 축구 선수 호제르 게헤이루.
- 1983년
  - 대한민국의 배구 선수 남지연.
  - 대한민국의 야구 선수 정홍준.
- 1984년 - 대한민국의 뮤지컬 배우 이지숙.
- 1985년
  - 대한민국의 배구 선수 김민지.
  - 대한민국의 전 기상캐스터 김지은.
  - 미국의 프로레슬링 선수 로먼 레인스.
  - 세네갈의 축구 선수 뎀바 바.
  - 대한민국의 가수 김이삭.
  - 캐나다의 유튜버 승우아빠.
- 1986년
  - 대한민국의 배우 김남희.
  - 일본의 영화배우 우에노 주리.
  - 잉글랜드의 싱어송라이터 네온 히치.
  - 미국의 야구 선수 코리 리오단.
- 1987년 - 미국의 가수, 음악 프로듀서 차 차 말론.
- 1988년 - 대한민국의 피겨 스케이팅 선수 최지은.
- 1989년
  - 대한민국의 배우 안재홍.
  - 대한민국의 근대5종 선수 정진화.
  - 대한민국의 종교인, 목사후보생 김영훈.
- 1990년
  - 대한민국의 가수 치타.
  - 대한민국의 레이싱 모델 연다빈.
  - 대한민국의 가수 키츠요지.
  - 미국의 남자 프로레슬링 선수 보 댈러스.
  - 일본의 언론인, 아나운서 호리 사유리.
- 1991년 - 아르헨티나의 축구 선수 귀도 카리요.
- 1992년
  - 사우디아라비아의 축구 선수 야세르 알샤흐라니.
  - 아이슬란드의 축구 선수 욘 다디 뵈드바르손.
- 1993년 - 일본의 성우 호리에 슌.
- 1994년
  - 대한민국의 전 스타크래프트 프로게이머 백동준 (삼성 갤럭시).
  - 일본의 배우 니시노 나나세.
- 1995년 - 스페인의 축구 선수 호세 루이스 가야.
- 1996년 - 대한민국의 가수 리엡.
- 1997년
  - 대한민국의 야구 선수 양찬열.
  - 대한민국의 가수 신광일.(우주최강귀요미)
  - 대한민국의 전직 리그 오브 레전드 프로게이머 와디드.
- 1998년
  - 대한민국의 전직 스타크래프트 프로게이머 뉴트.
  - 스페인의 축구 선수 하비 푸아도.
- 1999년
  - 대한민국의 가수 성연 (프리스틴).
  - 일본의 야구 선수 기요미야 고타로.
- 2000년
  - 대한민국의 연극배우 박채린.
  - 대한민국의 리그 오브 레전드 프로게이머 엘림.
- 2001년 - 미국의 댄서, 배우 겸 모델 클로이 루카시아크.
- 2002년
  - 대한민국의 축구 선수 양현준.
  - 대한민국의 축구 선수 여홍규.
  - 중국의 가수 신위.
- 2003년 - 대한민국의 리그 오브 레전드 프로게이머 버서커.
- 2004년 - 대한민국의 가수 김소연.
- 2007년 - 일본의 아이돌 나가시마 리오.

## 사망
- 986년 - 페르시아계 무슬림 천문학자 압드 알라흐만 알수피. (903년~)
- 1934년 - 영국의 작곡가 구스타브 홀스트. (1874년~)
- 1942년 - 대한민국의 작가, 소설가 이효석. (1907년~)
- 1954년 - 헝가리계 유태인의 미국인 사진작가 로버트 카파. (1913년~)
- 1981년 - 대한민국의 작가 이서구. (1899년~)
- 1983년 - 리비아의 국왕 이드리스 1세. (1899년~)
- 1994년 - 대한민국 배우 조문정. (1970년~)
- 2004년 - 미국의 활동가, 저술가 데이비드 델린저. (1915년~)
- 2006년 - 일본의 작가, 번역가 요네하라 마리. (1950년~)
- 2007년 - 대한민국의 영문학자 작가 피천득. (1910년~)
- 2014년 - 대한민국의 소설가 곽의진. (1947년~)
- 2019년 - 대한민국의 정치인 조진래. (1965년~)
- 2020년
  - 대한민국의 교육자, 법학자 겸 대학 교수 현승종. (1919년~)
  - 대한민국의 정치인 이영근. (1924년~)
  - 독일의 영화배우 레나테 크뢰스너. (1945년~)
  - 미국의 기독교인 조지 플로이드. (1973년~)
- 2021년 - 대한민국의 정치인 이종남. (1936년~)

## 기념일
- 부처님 오신 날 - 2015년, 2034년, 2053년, 2072년, 2091년
- 방재의 날: 대한민국
- 타월 데이 (더글러스 애덤스 팬)
- 국제 실종아동의 날
- 실종아동의 날(National Missing Children's Day): 미국
- 혁명 기념일(Revolución de Mayo): 아르헨티나
- 독립기념일: 요르단
- 아프리카 데이(Africa Day): 아프리카 연합
- 아프리카 해방의 날(African Liberation Day): 아프리카 연합
- 괴짜의 날
- 오레오 데이

## 같이 보기
- 전날: 5월 24일 다음날: 5월 26일 - 전달: 4월 25일 다음달: 6월 25일
- 음력: 5월 25일
- 모두 보기